# 夢のビッグスタジオ
『夢のビッグスタジオ』（ゆめのビッグスタジオ）は、1982年4月8日から同年5月27日までテレビ朝日系列局で放送されていたテレビ朝日製作の歌謡番組である。全8回。放送時間は毎週木曜 22:00 - 22:54 （日本標準時）。

## 概要
当時木曜21時台に放送され、怪物的視聴率を誇っていたTBSの『ザ・ベストテン』への対抗番組として、テレビ朝日が鳴り物入りで2年ぶりにスタートさせた歌謡番組であった。司会を務めたのはタモリと西田敏行で、タモリが主に番組全体の進行役を担当し、西田が自身の持ち味を生かしたコーナーを担当するという形を取っていた。なお、タモリと西田はこのコンビで『ザ・ベストテン』の久米休暇時の代役を務めたことがある。
番組は、スタジオ内に作られたタモリ家のサロンに当日出演の歌手やゲストを迎え、ホームパーティー風のくつろいだ雰囲気の中で進められた。また、毎回目玉となる企画も織り込んでいた。第1回の出演者は、美空ひばり、沢田研二、郷ひろみ、松田聖子、近藤真彦、シャネルズ、ピエール・ポルト、イモ欽トリオら。
『ザ・ベストテン』と同じく生放送を行っていたが、当初から西田のスケジュールが合わず、西田の出演コーナーのみをVTR収録にして凌いでいた。また番組の狙いは、タモリがゲストの歌手に直撃インタビューをして本音を聞き出すというものだったが、生放送の短い時間に、海千山千の歌手たちが本音を吐くわけはなく、タモリの持ち味の毒舌も宙に浮き、シラケムードが充満した。初回こそ視聴率10%を取ったが、後は6ー8%の間で、『ザ・ベストテン』の2割のも満たない数字を続けて低迷した。テコ入れで、古舘伊知郎（当時テレビ朝日アナウンサー）がタモリと司会を務める形になったが、モスクワ五輪の独占放送で名を売った三浦甲子二テレ朝専務が堪忍袋を緒を切って、担当プロデューサーである皇達也の更迭を決定すると、皇に担ぎ出されたタモリが「局がプロデューサーを更迭するのに、メインの出演者が居座るなんてできない」と引責辞職を表明し、西田・古舘と共に6回で番組を降板した。
タモリの行動は、当時のマスメディアに美談として取り上げられた。あわてた局側は5月中は局アナで繋ぎ、6月からはタモリの後任として当時『象印クイズ ヒントでピント』で司会を努めていた土居まさるを充てる予定にして、ともに当時テレビ朝日アナウンサーだった佐々木正洋と南美希子の2人に司会をさせて急場を凌いだが、土居はこの番組では司会に回って来ず、結局番組は8回で打ち切ることになった。テレ朝で歌謡番組を仕切れるのは皇しかおらず、皇も三浦専務も実力者過ぎて二人ともペナルティはなし。テレ朝の社員もビックリした。
これにより、テレビ朝日はこの時間帯で国産ドラマ『新・海峡物語』、海外ドラマ『ダラス 愛と憎しみの二重奏』（木曜21:00枠から移動・改題）、そして本番組と打ち切り番組を連発させてしまい、局にとっては痛い結果となった。その後同時間帯では、土居とあべ静江が司会を務める『木曜ヒットショー』が同年秋までのつなぎ番組としてスタートした。
タモリはその後、1987年にまた皇プロデューサーからの要請で、『ミュージックステーション』2代目MCに就任したことで音楽番組の司会に復帰した。古舘も、1985年にフジテレビ『夜のヒットスタジオ』（『DELUXE』『SUPER』時代）のMCに就任し、同じく音楽番組の司会に復帰している。なおタモリは本番組終了後も同じテレビ朝日にて「夕刊タモリこちらデス！」→「タモリ倶楽部」に2023年4月1日まで出演し続けていた。

## 司会
- タモリ - 第1回から第6回まで出演。
- 西田敏行 - 第1回から第6回まで出演。
- 古舘伊知郎（当時テレビ朝日アナウンサー） - 第1回から第6回まで出演。
- 佐々木正洋（当時テレビ朝日アナウンサー） - 第7回・第8回のみに出演。
- 南美希子（当時テレビ朝日アナウンサー） - 第7回・第8回のみに出演。

## スタッフ
- 構成：松岡孝
- 音楽：服部克久
- 演奏：高橋達也と東京ユニオン、フラワーアンサンブル
- コーラス：フラッシュ
- 振付：関武雄
- 踊り：ダンディーズ、フィーバーズ
- 技術：安保洋一
- カメラ：松倉、内野盛和、樋口幸紀
- 音声：高橋正勝、早川憲一
- 照明：高見光平
- 調整：山口敏美
- 美術：菅野義正、山内祐二、高原篤
- 大道具：石元俊二
- 特殊効果：藤村修平
- 電飾：浜野尚
- 効果：金井一朗
- タイトル：善家祝吉
- ディレクター：成田信夫、鍵本伸裕
- プロデューサー：皇達也、中村元一
- 制作協力：田辺エージェンシー
- 制作著作：テレビ朝日